# Пенсионное обеспечение в Швеции
Пенсионная система Швеции до 90-годов XX века была полностью основана на принципе «солидарности поколений», согласно которому все граждане имеющие непрерывный стаж работы в 30 лет имели право на полную трудовую пенсию в размере 60% от среднестатистической зарплаты по стране. Стаж свыше 30 лет и размер собственной зарплаты в расчёт не принимался.

## Реформа
Под нарастающим давлением ухудшающейся демографической ситуации была предпринята реформа пенсионной системы, которая была принята парламентом в 1998 году, а полностью вступила в силу с 1 января 2003 года.
Новая пенсионная система была распространена на граждан родившихся после 1938 года и состояла из трёх уровней: условно-накопительного, накопительного и добровольного. Для тех, кто родился с 1938 по 1953 годы, часть пенсии рассчитывается в соответствии со старой системой.
Обязательные пенсионные платежи состоят из двух частей и начисляются на максимальную сумму годового дохода, равную 7.5 базовым зарплатам (360 000 крон в 2008 году - около 44 000 долларов США). 

### Условно-накопительная часть (Inkomstpension)
Условно-накопительная пенсия является, по своей сути, распределительной (PAYG, т.е. Pay as You Go). Она формируется из взносов, составляющих 16% от всех доходов, полученных гражданином в стране. Эта часть представляет собой условные пенсионные обязательства, но выраженные в денежных единицах. Они регулярно индексируются исходя из макроэкономических показателей в стране. Размер основной пенсии гражданина определяется путём деления этих условных накоплений на ожидаемую продолжительность жизни. Начисляться она может по достижении 61 года.

### Персональная накопительная часть (Premiepension)
Накопительная пенсия формируется из отчислений с заработной платы в размере 2.5% на индивидуальный пенсионный счёт. Эта часть представляет собой реальные деньги, которые передаются в управление пенсионным фондам, инвестирующим их с использованием рыночных механизмов. Начисляется одновременно с условно-накопительной пенсией по достижении 61 года.

### Добровольная часть
Добровольное пенсионное обеспечение основывается на коллективных договорах между работниками и работодателями и охватывает около 90% всех занятых в национальной экономике. Эта часть составляет, в среднем, 10% от последней зарплаты перед выходом на пенсию.

### Бюджетная гарантированная пенсия (Garantipenson)
Тем гражданам, которые получают слишком маленькую условно-накопительную и накопительную пенсию или вовсе их не получают из государственного бюджета, выплачивается так называемая "гарантированная пенсия". Она назначается только по достижении 65 лет и при проживании в Швеции не менее трёх лет, а в полном размере выплачивается только тем, кто прожил в стране полные 40 лет. За каждый недостающий год размер такой пенсии уменьшается на 1/40 часть. Размер полной гарантированной пенсии составляет для одинокого человека 2.13 прожиточных минимума - 91 164 кроны в год (998 $ в мес.) по данным 2009 года.

### Административные расходы пенсионного фонда
На содержание и работу всего аппарата пенсионной системы отчисляются строго установленные суммы от пенсионных накоплений гражданина: 0.5 % - от условно-накопительной части, и 0.46 % - от персональной накопительной части.

## Резюме
В среднем, коэффициент замещения, обеспечиваемый обязательными пенсионными схемами, составляет 68,2%.
Всего в пенсионной системе застраховано 7 692 423 человек (2008 год).